# Rhacheosaurus
Rhacheosaurus gracilis
Genre
Espèce
Rhacheosaurus est un genre éteint de crocodyliformes métriorhynchidés carnivores, à long rostre, presque exclusivement marins,,,.
Il a vécu à la fin du Jurassique supérieur, au Tithonien inférieur, soit il y a environ 150 Ma (millions d'années), dans ce qui est aujourd'hui l'Europe de l'ouest. Ses fossiles sont connus en Bavière.
Une seule espèce est rattachée au genre : Rhacheosaurus gracilis.

## Historique

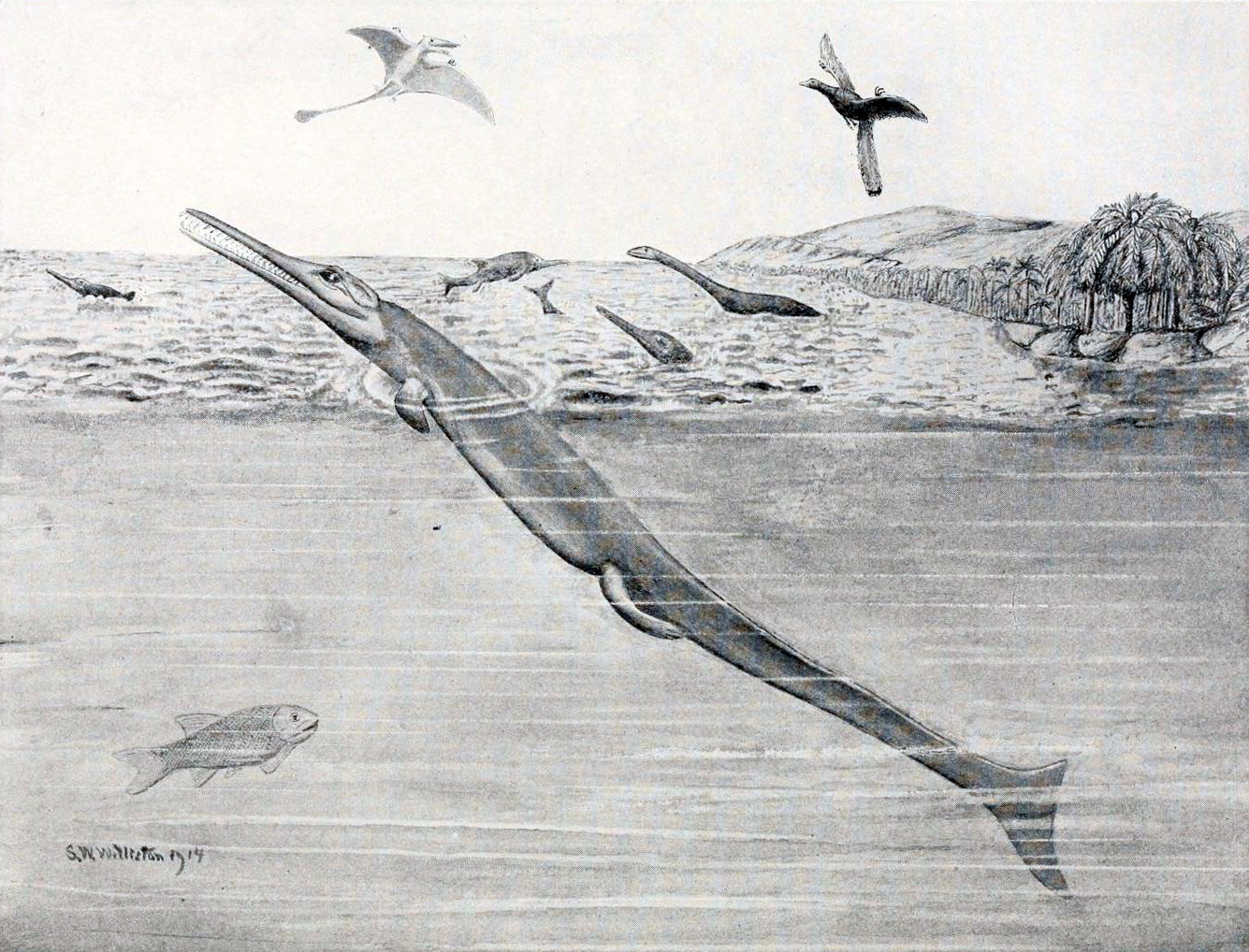
Dessin historique obsolète de R. gracilis
par Williston en 1914.

Rhacheosaurus gracilis, inventée par Hermann von Meyer en 1831 à partir de fossiles découverts en Bavière dans des sédiments du Tithonien inférieur, a ensuite été appelé Geosaurus gracilis par Eberhard Fraas (de) en 1902 et R. Steel en 1973.
Une analyse phylogénétique des Metriorhynchidae, et en particulier des formes à long museau regroupées dans la sous-famille des Metriorhynchidae, a conduit en 2009, sous la direction de Mark T. Young, à une révision complète de la taxonomie du groupe.
Plusieurs espèces à long museau rattachées parfois aux genres Geosaurus, Enaliosuchus ou Metriorhynchus ont été attribuées au genre Cricosaurus. Cette étude a permis également de rétablir le genre Rhacheosaurus.

## Classification
Les analyses phylogénétiques conduites par Mark T. Young et ses collègues en 2009 et 2012 placent Rhacheosaurus en groupe frère avec Cricosaurus au sein de la tribu des Rhacheosaurini, elle-même appartenant à la sous-famille des Metriorhynchinae,.

### Cladogramme
Le cladogramme suivant, issu de l'analyse phylogénétique de Mark T. Young et ses collègues en 2012, montre la position de Rhacheosaurus en groupe frère de Cricosaurus dans le sous-clade nommé Rhacheosaurini :
|                | Gracilineustes                                                |
|                |                                                               |
| Rhacheosaurini | \| \| Rhacheosaurus \| \| \| \| \| \| Cricosaurus \| \| \| \| |
|                | \| \| Rhacheosaurus \| \| \| \| \| \| Cricosaurus \| \| \| \| |
|                | Rhacheosaurus                                                 |
|                |                                                               |
|                | Cricosaurus                                                   |
|                |                                                               |

|  | Rhacheosaurus |
|  |               |
|  | Cricosaurus   |
|  |               |

|                | Gracilineustes                                                |
|                |                                                               |
| Rhacheosaurini | \| \| Rhacheosaurus \| \| \| \| \| \| Cricosaurus \| \| \| \| |
|                | \| \| Rhacheosaurus \| \| \| \| \| \| Cricosaurus \| \| \| \| |
|                | Rhacheosaurus                                                 |
|                |                                                               |
|                | Cricosaurus                                                   |
|                |                                                               |

|  | Rhacheosaurus |
|  |               |
|  | Cricosaurus   |
|  |               |